# Municipio de Polk (condado de DeKalb)
El municipio de Polk (en inglés: Polk Township) es un municipio ubicado en el condado de DeKalb en el estado estadounidense de Misuri. En el año 2010 tenía una población de 768 habitantes y una densidad poblacional de 5,21 personas por km².

## Geografía
El municipio de Polk se encuentra ubicado en las coordenadas 39°59′4″N 94°31′56″O / 39.98444, -94.53222. Según la Oficina del Censo de los Estados Unidos, el municipio tiene una superficie total de 147.36 km², de la cual 146,35 km² corresponden a tierra firme y (0.68 %) 1 km² es agua.

## Demografía
Según el censo de 2010, había 768 personas residiendo en el municipio de Polk. La densidad de población era de 5,21 hab./km². De los 768 habitantes, el municipio de Polk estaba compuesto por el 98,31 % blancos, el 0,13 % eran afroamericanos, el 0,13 % eran amerindios, el 0,39 % eran asiáticos y el 1,04 % eran de una mezcla de razas. Del total de la población el 0,26 % eran hispanos o latinos de cualquier raza.